# ボーラーン
ボーラーン（またはブーラーン、ボーラーンドゥフト、プーラーン パフラヴィー語: 、ペルシア語: پوراندخت）はサーサーン朝の女帝（バンビシュン、在位:630年、631年6月 – 632年6月）。サーサーン朝の最後から2番目の皇帝にあたる。サーサーン朝皇帝ホスロー2世と東ローマ帝国皇女マリアの娘。イラン史上3人しかいない女性統治者のうちの一人に数えられる（残りの2人はムサとボーラーンの妹アーザルミードゥフトである。）。
628年、ボーラーンの父ホスロー2世は、ボーラーンの兄弟であり夫のカワード2世によって廃位・処刑され、カワード2世はボーラーンの兄弟を全員処刑し、内乱期に突入した。カワード2世は数か月のうちに没し、その息子アルダシール3世が後を継いだが、アルダシール3世は2年間の統治の後、将軍シャフルバラーズに殺害され、帝位を簒奪された。ボーラーンはシャフルバラーズ打倒に加勢したファッルフ・ホルミズドの支援のもと、一度目の即位を果たした。当時、ボーラーンと妹のアーザルミードゥフトのみが唯一の正当なサーサーン朝の血を引く後継者だった。ボーラーンが帝位を継いだ際には、貴族たちがペルシア系貴族（ペルシグ派）と パルティア系貴族 （パフラブ派）の派閥に分かれ争っていた。ボーラーンは、サーサーン朝の最大領域を達成させた父ホスロー2世の記憶と名声の復活に尽力した。
しかし、その後間もなくホスロー2世の甥シャープール5世（シャープーリ・シャフルバラーズ）、次いでペルシグ派の支持を受けたアーザルミードゥフトが帝位に就いた。その後、ファッルフ・ホルミズドの息子ロスタム・ファッロフザード率いるパフラブ派によって殺害され、ボーラーンを復位させた。2度目のボーラーンの治世ではロスタムが権力を握ったため、不満を募らせたペルシグ派は反乱を起こし、彼らによってボーラーンは絞殺された。ボーラーンの後を継いだのは、サーサーン朝最後の皇帝となった甥のヤズデギルド3世である。
ボーラーンの統治は短期間であったが、公正な法律の施行や、インフラの再建、税金の引き下げ、貨幣の鋳造を行い、帝国の再建を目指した。外交的にも、西側の東ローマ帝国との穏健な関係を望み、使節を派遣し皇帝ヘラクレイオスにもてなされている。

## 名前
ボーラーンの名前は自身の貨幣に「ボーラーン（Bōrān）」（または「ブラーン（Burān）」）として刻印されている。フランス人歴史家Gignouxは、ボーラーンの語源は「馬をたくさん所有している」という意の「baurāspa」であり、その人名の短縮形であると主張している。中世ペルシャの詩人フィルドゥシーは、『シャー・ナーメ』（『王書』）の作中で「プーラーンドゥフト（Pūrāndokht）」と呼んでいる。「ドゥフト（dokht、中期ペルシア語:-dukht）」は「娘」を意味する接尾詞であり、中期イラン語において、女性と男性の名前をより簡単に区別するために新たに考案されている。
フーゼスターン年代記（7世紀）エデッサのヤコブスの年代記（8世紀）、Seert年代記（9世紀頃？）、ヒエラポリスのアガピオスのKitab al-'Unwan'（10世紀）、シリア人のミカエルの年代記（12世紀）等では、ボーラーン（またはそれに類似した名前）で表記されている。その他にも、証聖者テオフォネスの年代記（9世紀）ではボラネス（Βοράνη(ς) 、Boránes）、トフマ・アルツルニの「アルツルニ家の歴史」（9世紀）ではボルン（Բորն、Born）、1234年の年代記やゲオルギオス・ケドレノスの「Synopsis historion」、バル・ヘブライオスの年代記ではバラーム（Baram'）と表記され、10世紀のムハンマド・バルアミーの著作ではトゥーラン・ドゥフト（Tūrān Dukht）、7世紀のセベオスは女王ボル（Queen Bor）、8世紀のSayf ibn Umarは著作でドゥフティ・ザバーン（Dukht-i Zabān）と記述している。

## 来歴

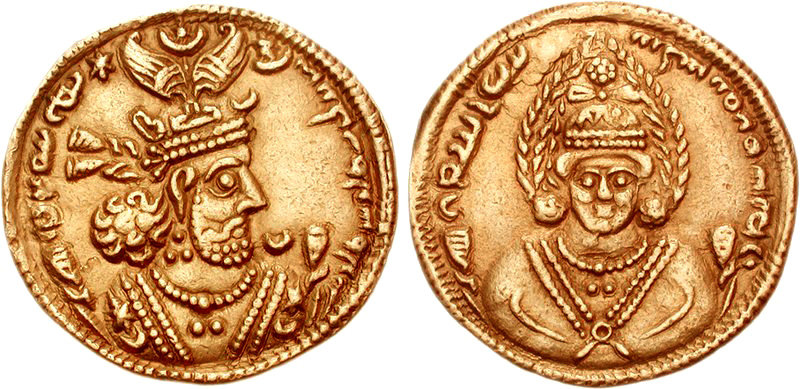
ホスロー2世のディナール金貨

ボーラーンは、サーサーン朝最後の優れた君主とも評されるホスロー2世と東ローマ皇帝マウリキウスの娘マリアの間に生まれた。628年、ホスロー2世はその息子シェーローエ（カワード2世）のクーデターにより廃位され、処刑された。カワード2世は、後継者に定められていたマルダーンシャーを含む兄弟全員を処刑した。王位継承権を持つ男子が悉く処刑されたため、サーサーン朝はここから立ち直ることができなかった。伝承によれば、ボーラーンと妹のアーザルミードゥフトはカワード2世の残虐な行為を非難し彼を咎め、カワード2世は自分の行いを後悔した。『グイディの年代記』によると、ゾロアスター教における善行、フヴァエトヴァダタ（最近親婚）を実践していてカワード2世の后となっている。
ホスロー2世の死後、帝国は内戦が勃発し、貴族階級のなかでも特に有力な者達は、完全な自治権を獲得し独自の統治体制を作り始めた。ペルシャ系貴族（ペルシグ派）とパルティア系貴族（パフラブ派）間の敵対関係も再燃した。数か月後には、シェーローエの疫病と呼ばれる疫病がサーサーン朝西部諸州を襲い、カワード2世を含めて人口の半分ほどが犠牲となった。カワード2世の後は、8歳の息子アルダシール3世が継いだ。アルダシール3世の即位は、パフラフ派、ペルシグ派、そして第3勢力のニームルーズ派など諸勢力から支持を受けた。しかし、629年頃に、ニームルーズ派はアルダシールへの支持を撤回し、将軍シャフルバラーズと共謀してクーデターを計画した。
パフラヴ派は、イスパフベダーン家の指導者ファッルフ・ホルミズドの指揮下で、新たな皇帝としてボーラーンを支持し始め、その後ボーラーンはアーモル、ニーシャープール、ゴルガーン、レイなどのパフラヴ地域で硬貨の鋳造を始めた。630年4月27日、アルダシール3世はシャフルバラーズに殺害された。シャフルバラーズは皇帝に即位したもののその統治は40日間で終わり、ファッルフ・ホルミズドによるクーデターで殺害された。ファッルフ・ホルミズドはボーラーンの帝位継承を支援した。ボーラーンの即位は、おそらくアーザルミードゥフトとともに、サーサーン朝の血を引いた唯一の正当な後継者であったためだと考えられる。

## 一度目の治世

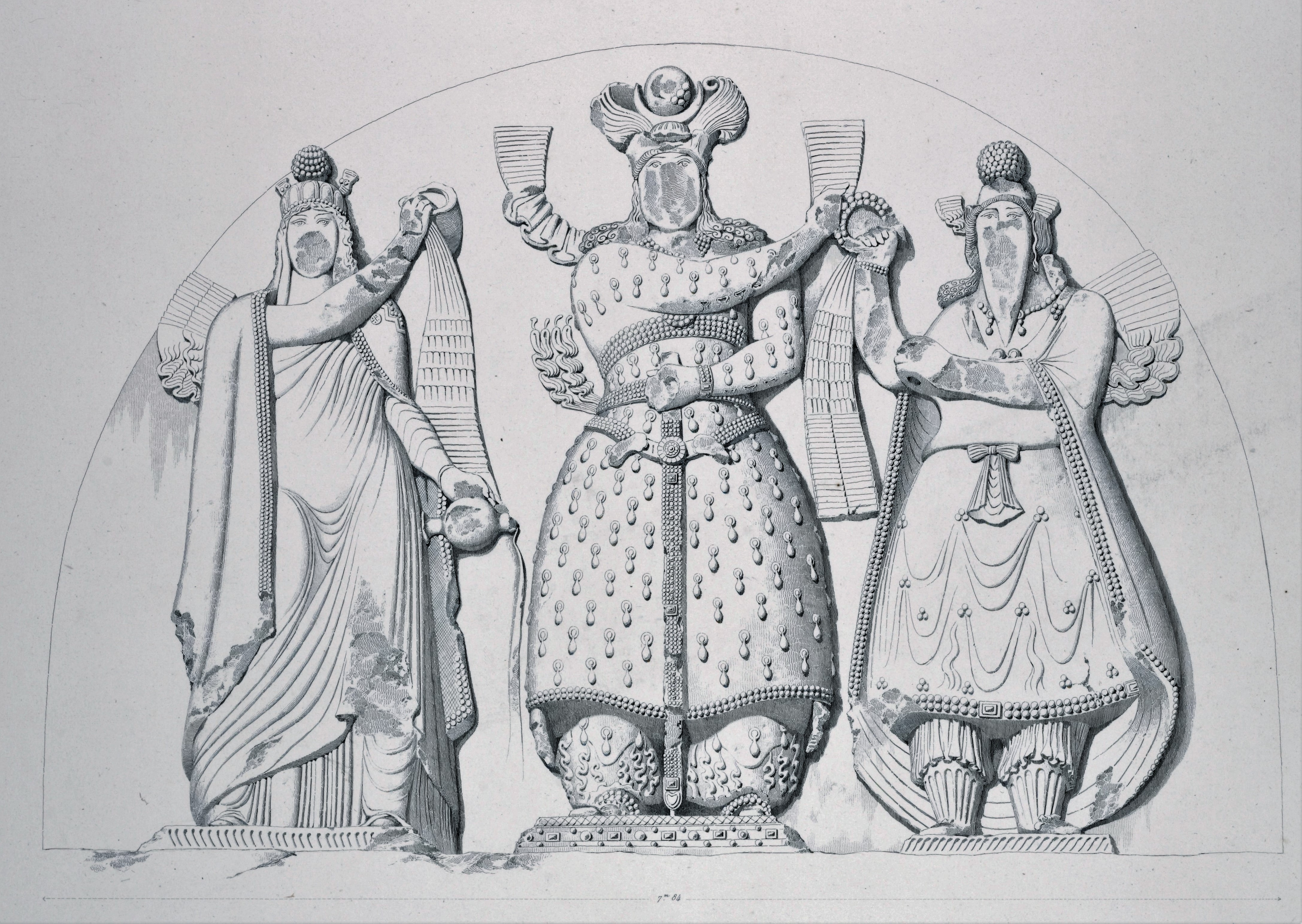
19世紀半ばのターク・イ・ブスタンのレリーフの模写。ボーラーンの父ホスロー2世が、女神アナーヒターと最高神アフラ・マズダーに囲まれて描かれている（ニューヨーク公共図書館所蔵）。

ボーラーンはサーサーン朝史上、初の女帝であった。しかし、皇族の女性が政治的地位に就くことはそう珍しいことではなく、ボーラーン以前にもそのような女性が数多くいた。5世紀の女王デナグは、457年から459年にかけてホルミズド3世とペーローズ1世の間で帝位継承権を争っている中で、一時的に首都クテシフォンから摂政として帝国を統治していた。ドイツの古典学者Josef Wiesehöferは、サーサーン朝における高位女性の役割を強調し、「3世紀のイランの記録（碑文、レリーフ、貨幣）からは、皇族の女性たちが並外れた注目と尊敬を受けていたことが分かる」と述べている。カイ王朝の女王Humay Chehrzadの伝説や女神アナーヒター崇拝も、女帝ボーラーンの統治が受け入れられた背景にある。
ボーラーンが帝位に就くと、ファッルフ・ホルミズドを大宰相（ウズルグ・フラマーダール）に任命した。その後、司法法の施行、インフラの再建、税金の引き下げ、貨幣の鋳造によってイランの安定化を図った。ボーラーンの統治は貴族や聖職者に受け入れられたらしく、パールス、フーゼスターン、メディア、アバルシャフルなど各地に貨幣鋳造所が設けられたことからもうかがえる。女帝という異色の存在に異を唱える者はいなかった。しかし、ボーラーンは630年（即位と同年）に廃位され、シャフルバラーズとホスロー2世の妹の息子、シャープーリ・シャフルバラーズがシャープール5世として即位した。しかし、シャープール5世の即位はペーローズ・ホスロー率いるペルシグ派に容認されず、代わりにボーラーンの妹アーザルミードゥフトが擁立された。

## 二度目の治世

サーサーン朝の南西部領域。首都クテシフォンが位置する。

ファッルフ・ホルミズドは、自身の権威を強化し、パフラブ派とペルシグ派の暫定協定を結ぶために、ペルシグ派が擁立するアーザルミードゥフトに求婚した。アーザルミードゥフトは独力で断ることができず、ミフラーン家の貴族スィーヤヴァフシュの支援を借りてホルミズドを殺害した。スィーヤヴァフシュは軍司令官（スパーフベド）であり、皇帝位を簒奪したバハラーム・チョービンの孫であった。当時ホラーサーン地方に駐屯していたロスタム・ファッロフザードが、パフラヴ派の長として父ホルミズドの後を継いだ。父の敵を討つをためにクテシフォンへ向かい、9世紀の歴史家サイフ・イブン・ウマルの言葉を借りると、「出会ったアーザルミードゥフトの軍をすべて打ち破った」。その後、クテシフォンでスィーヤヴァフシュの軍を破り、クテシフォンを占領した。ロスタムはその後まもなくアーザルミードゥフトの目を潰した上で殺害し、631年6月にボーラーンを王位に復帰させた。ボーラーンは当時弱体化し衰退に向かいつつある帝国の現状をロスタムに訴え、伝承によればロスタムを帝国の運営に参画させ、その全権を握らせたと伝えられている。
伝承では、サーサーン家とロスタムの間で合意がなされた。サイフの記述によると、ボーラーンは「ロスタムに10年間の統治を委ね」、10年後に「サーサーン家の血を引く男児が見つかった場合はその男に、見つからなければ女に」主権を戻すことが決まった。ボーラーンはこの合意を適切であるとみなして、ペルシグ派を含む国中の諸勢力を召集し、ロスタムが帝国の指導者および軍司令官であると宣言した。ペルシグ派もこれに同意し、ペーローズ・ホスローとロスタムに帝国の統治が委ねられた。
ペルシグ派もサーサーン朝の衰退を危惧し、協力関係にあったミフラーン家が打倒されたこともあり、パフラブ派との協力に同意した。しかし、ペルシグ派とパフラブ派が平等な関係にあったわけではなかったため、ペルシグ派とパフラブ派の協力体制は長くは続かず、ボーラーンの承認のもとでロスタム率いるパフラブ派がより大きな権力を握った。ボーラーンは隣国東ローマ帝国との穏健な関係を望み、カトリコスのイーショーヤーブ2世とイラン教会の高位聖職者などを使節として、東ローマ皇帝ヘラクレイオスに派遣した。使節団はヘラクレイオスに友好的に迎えられたという。
632年、クテシフォンで反乱が起こった。帝国軍が他の事柄に忙殺されている隙に、ロスタムの執政に不満を抱いたペルシグ派は、ボーラーンの廃位と、ボーラーンによって解任されていたペルシグ派の優れた人物ヴァフマン・ジャーダゴーウの復帰を求めた。ボーラーンはその後すぐ、おそらくペーローズ・ホスローらによって絞殺された。こうして両派閥の対立は再燃した。しかしその後間もなく、サーサーン朝の衰退に危機感を抱く側近たちに諫められ、ロスタムとペーローズ・ホスローは再び協力し、ボーラーンの甥ヤズデギルド3世を皇帝に即位させ、内戦を終わらせた。歴史家タバリーによると、ボーラーンの統治期間は合わせて16か月であった。イランの料理「ボラニ」の名前はボーラーンに由来しているともされている。

## 硬貨とイデオロギー政策
ボーラーンの治世中では、過去への考えと個人的な父ホスロー2世への尊敬の念から、硬貨のデザインをホスロー2世時代のものに戻した。ボーラーンによって鋳造された硬貨の中には、儀礼的なデザインとなっていて、一般使用を想定していないものもあった。ボーラーンの硬貨には、「ボーラーン、神々の末裔の確立者」（中期ペルシア語：「Bōrān ī yazdān tōhm winārdār」）と刻まれていて、神々の末裔という地位を回復した人物であると自身を宣伝し、権威の回復を狙った。神の子孫であると宣伝したのは、4世紀の皇帝シャープール2世以来初めてである。

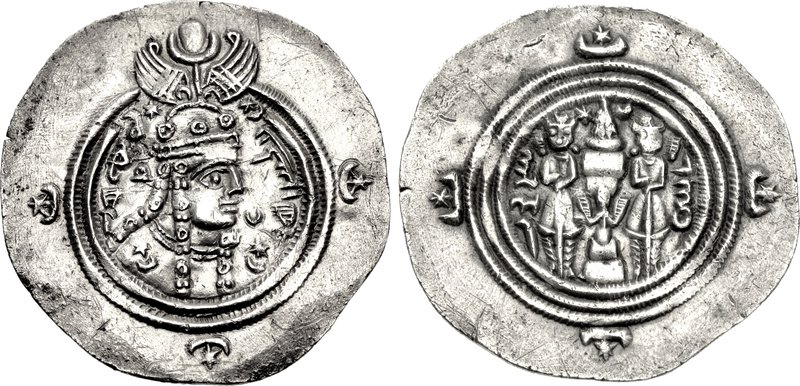
ボーラーンのドラクマ銀貨。Arrajanで鋳造された。

従来のサーサーン朝の皇帝と同様に、ボーラーンも主にドラクマ銀貨（中期ペルシア語：ドラフム）をや発行した。ホスロー2世以降では、青銅硬貨を鋳造した唯一の皇帝とされている。ボーラーンの金貨は1枚しか発見されておらず、ボストン美術館に保管されている。ボーラーンの金貨では、前を向いたボーラーンの肖像が描かれている。
ボーラーンのドラクマ硬貨と青銅硬貨の表面には右を向いたボーラーンの肖像が描かれ、裏面にはゾロアスター教の火の祭壇と2人の従者が描かれている。その肖像画の身なりは、3つの宝石またはロゼット（ばら飾り）と王冠が付属した丸い帽子をかぶっていて、宝石で飾られた三つ編みの髪が帽子の下から垂れ下がっている。おそらく真珠の粒が2列に並べられている王冠は、ボーラーンの額に結びつけられていて、その一部が描かれている。王冠の先端には一対の羽根が付いており、これはゾロアスター教の勝利を司る神ウルスラグナの象徴であり、すなわち「勝利」を意味している。その羽根の付いた翼の間に三日月と地球が描かれている。さらに多く天文学的な文様が、王冠の右上（星と三日月）と左 (一つの星) にも描かれている。ボーラーンの肖像画の周囲には、2列または3列の丸玉が描かれ、縁には三日月と星座が描かれている。